# Comuna Moskalivka, Lanivți
Moskalivka (în ucraineană Москалівка) este o comună în raionul Lanivți, regiunea Ternopil, Ucraina, formată din satele Moskalivka (reședința) și Plîska.

## Demografie
Componența lingvistică a comunei Moskalivka
     Ucraineană (99,56%)
     Alte limbi (0,44%)
Conform recensământului din 2001, majoritatea populației comunei Moskalivka era vorbitoare de ucraineană (99,56%), existând în minoritate și vorbitori de alte limbi.